# Pierre de Luze
Pierre de Luze de Létang (25 mars 1734 à Coutras - 31 juillet 1800 à Coutras) est un homme politique français.

## Biographie
De la branche catholique d'une vieille famille de Guyenne, dont la branche protestante, après s'être fixée en Suisse à la révocation de l'édit de Nantes, revint à Bordeaux après la Révolution, il était notaire à Coutras.
Il fut élu, le 8 avril 1789, député du tiers aux États généraux par la sénéchaussée de Bordeaux. Il fut adjoint au doyen des communes, prêta le serment du Jeu de paume, et vota obscurément avec la majorité.

## Sources
- « Pierre de Luze », dans Adolphe Robert et Gaston Cougny, Dictionnaire des parlementaires français, Edgar Bourloton, 1889-1891 [détail de l’édition]